# サンドラ・メイソン
デイム・サンドラ・プルネラ・メイソン（Dame Sandra Prunella Mason, GCMG, DA, QC、1949年1月17日）は、バルバドスの弁護士、外交官、政治家。同国初代大統領（在任: 2021年11月30日 - ）。

## 来歴
1949年1月17日、イギリス領バルバドスのセント・フィリップ教区に生まれた。セント・キャサリン小学校を9歳で卒業し、クイーンズ・カレッジでは英語・フランス語を学んだ。西インド諸島大学ケイブヒル・キャンパスに入学すると、1973年に法学の学士を取得した。1975年にヒューウッディング・ロースクールで法学の証明書を取得し、バルバドス初となる女性弁護士となった。
その後は弁護士としてバルバドスの法曹界に携わる傍ら、カリブ共同体委員会の議長（1991年 - 1992年）、駐ベネズエラ大使（1992年 - 1994年）、2014年にバルバドス人で初となるイギリス連邦事務局仲裁廷の仲裁人に選出されるなど、国際的に活動した。

### 総督
第7代総督のエリオット・ベルグレイヴは2017年7月1日に退任し、12月27日にフローンデル・スチュアート政権はメイソンを新総督に指名した。2018年1月8日に就任式が執り行われ、第8代バルバドス総督に就任した。同時に伝統にのっとって聖マイケル・聖ジョージ勲章が授与された。
2020年9月16日、メイソンは国王演説の中でバルバドスの共和制移行を宣言した（演説の原稿を作成したのはミア・モトリー首相）。共和制へ移行すると元首の国王および総督は廃止され、新たな元首として象徴的な大統領職が設置されることになる。2021年8月21日、モトリー首相は初代大統領にメイソンを指名し、本人が承諾したことを公表した。

### 大統領選挙
大統領はバルバドス議会の間接選挙によって選出されることが憲法で規定されていることから、10月20日に両院で大統領選挙が実施された。結果は元老院（上院）が賛成18無効1棄権2、代議員（下院）が賛成27棄権3で、メイソンが当選した。なお他に候補者はおらず、事実上の信任投票であった（2021年バルバドス大統領選挙）。

### 大統領
2021年11月29日夜より執り行われた独立55周年を祝う式典で大統領に宣誓就任。11月30日に共和制に移行し、大統領に就任した。

## 外交姿勢
2019年10月に訪日し、10月22日の即位礼正殿の議に参列した。